# Lichtemissions-Rastertunnelmikroskopie
Die Lichtemissions-Rastertunnelmikroskopie (englisch light Emission scanning Tunneling microscopy, LE-STM) ist eine Abwandlung der Rastertunnelmikroskopie, die zuerst von Coombs et al. beschrieben wurde. LE-STM ermöglicht die Beobachtung und Untersuchung der elektronischen Relaxation über Lichtemission auf Oberflächen auf atomarer Ebene.

## Messprinzip
Über eine Tunnelspitze werden Elektronen in eine Oberfläche injiziert. Durch die tunnelnden Elektronen können Oberflächenplasmonen im Bereich des Tunnelkontakts erzeugt werden. Dabei bilden Tunnelspitze und Probenoberfläche eine Art Resonator, sodass die Eigenschaften des durch die Tunnelelektronen induzierten Plasmons auch von den dielektrischen Eigenschaften dieses „Resonators“ sowie dessen Form (insbesondere der Tunnelspitzenform) abhängen. Neben diesen sogenannten spitzeninduzierten Plasmonen (englisch tip induced plasmon, TIP) werden auch andere Lichterzeugungsmechanismen in der Literatur diskutiert wie zum Beispiel oberflächenverstärkte Raman-Streuung oder Zwei-Elektronen-Prozesse (ähnlich dem Auger-Effekt).

## Anwendung
Die Untersuchung von Relaxationskanälen aus der Lichtemission liefern wichtige Informationen über die elektronische Struktur von Oberflächen und ergänzen bestehende rastertunnelspektroskopische Messungen. So konnte beispielsweise Fermis Goldene Regel im Realraum durch LE-STM-Experimente verifiziert werden. Somit liefert die LE-STM wichtige Beiträge zum Verständnis elektronischer Prozesse auf Oberflächen.